# عوامل ريحية

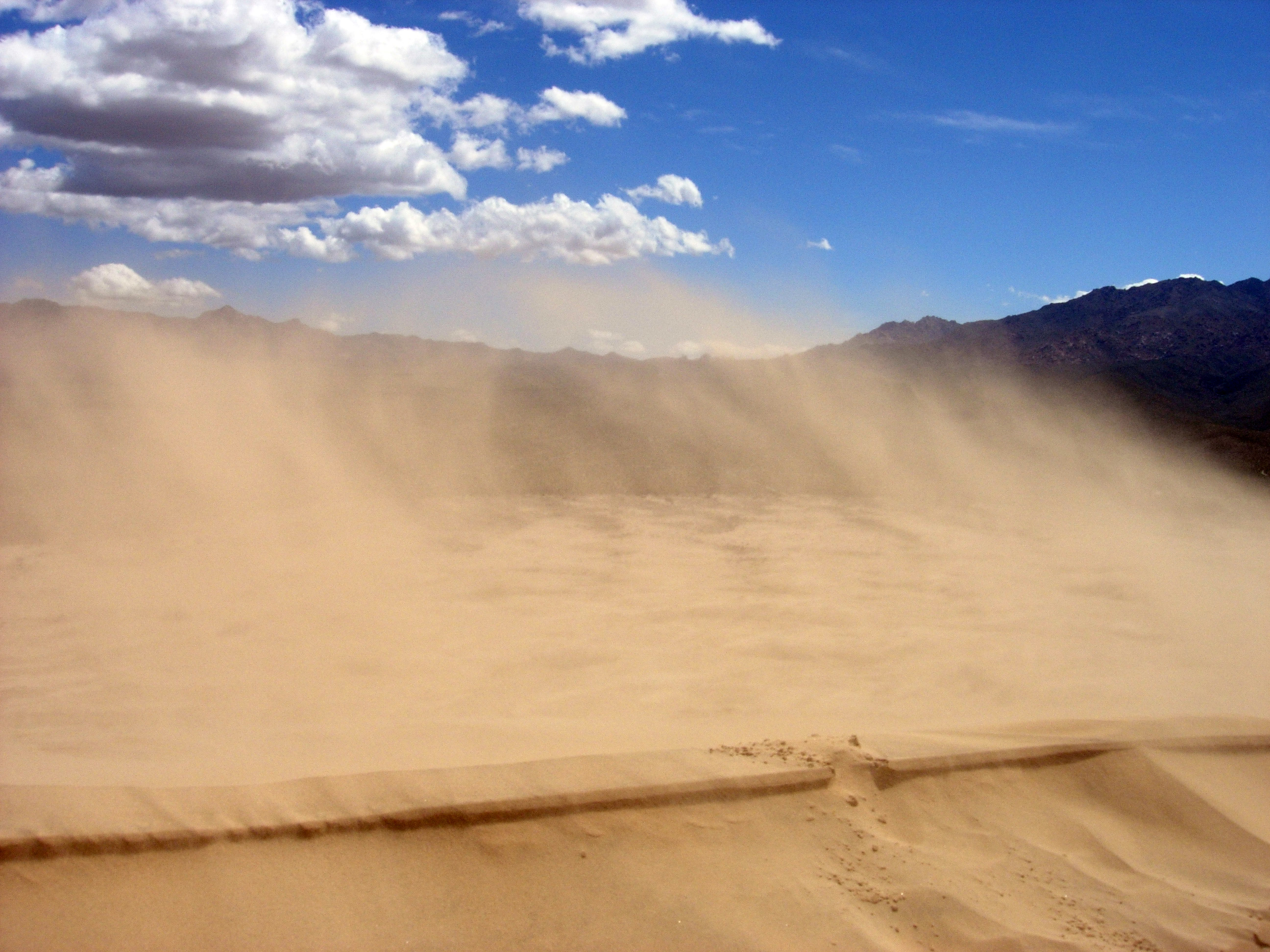
تطاير رمال الكثبان الرملية مع الريح ،كاليفورنيا.

العوامل الريحية أو التخوية في الجيولوجيا دراسة العوامل الريحية هو معرفة تأثير الرياح وقدرته على تغيير وجه الأرض، وعلى سطح الكواكب الأخرى . فتقوم الريح بتعرية (عملية تآكل) الأرض ونقل المواد وترسيبها، وهي عامل فعال في أماكن لا توجد بها نمو نباتي، وتحوي كثبان عظيمة من الرسوبيات غير المتماسكة . ومع أن المياه تتصف بقدرة أعلى كثيرا من قدرة الرياح كعامل للتعرية، إلا أن فعل الرياح في المناطق الجافة والصحاري .

## تعرية ريحية
تعمل حركة الرياح على تعرية سطح الأرض ، أي تنقل التراب وحبيبات الرمل من مكان إلى مكان، كما تعمل على قشط الأسطح الصخرية والحجرية بواسطة ما يعلق بالريح من حبيبات رملية .
و مناطق الأرض التي تعرضت للتعرية في الماضي أصبحت الآن صحاري مستوية تكثر فيها الصخور من جراء نقل الريح والمياه لحبيبات الرمل الخفيفة، وتسمى هذا النوع من الصحارى صحراء مرصوفة . ويعتبر نصف الصحارى الموجودة على الأرض صحاري صخرية مرصوفة تكونت بهذا الشكل بذلك، وتحمي الطبقة السطحية الصخرية في تلك الصحاري الغلاف الأرضي التحتي من عوامل التعرية.
وقد يكون سطح الصحارى مغطى بطبقة صخرية غامقة لامعة بسبب تعرضها لمدة طويلة للجو . وتتكون تلك الطبقة اللامعة من معادن أكسيد المنجنيز وأكسيد الحديد وهيدروكسيدات تلك المعادن والطفلة .
وتتكون أحيانا الأغوار أو أحواض التقلصية، وهي فتحات تكونت بفعل الرياح حيث تقشط منها حبيبات بعد حبيبات . وتكون الأغوار عادة صغيرة الحجم إلا أنها اتساعها بعض المناطق قطر عدة كيلومترات .
وتعمل الحبيبات المحمولة مع الريح على كحت وقشط الأرض وتغير من شكلها مكونة منخفضات depressions ، وينتج التآكل المستمر للأحجار المنتصبة أشكالا مصقولة غريبة الشكل Ventifact بحسب تكوين الطبقات الصخرية . و كما في حالة الصحراء البيضاء الشهيرة في مصر حيث يبلغ ارتفاع الصخور المصقولة عدة عشرات الأمتار، وفي منطقة الجيزة بمصر منطقة أبو الهول فقد شكل المصريون القدماء شكل أبي الهول من صخرة كانت بارزة فوق الرمال.
YARDANG

## صور للتعرية بفعل الرياح

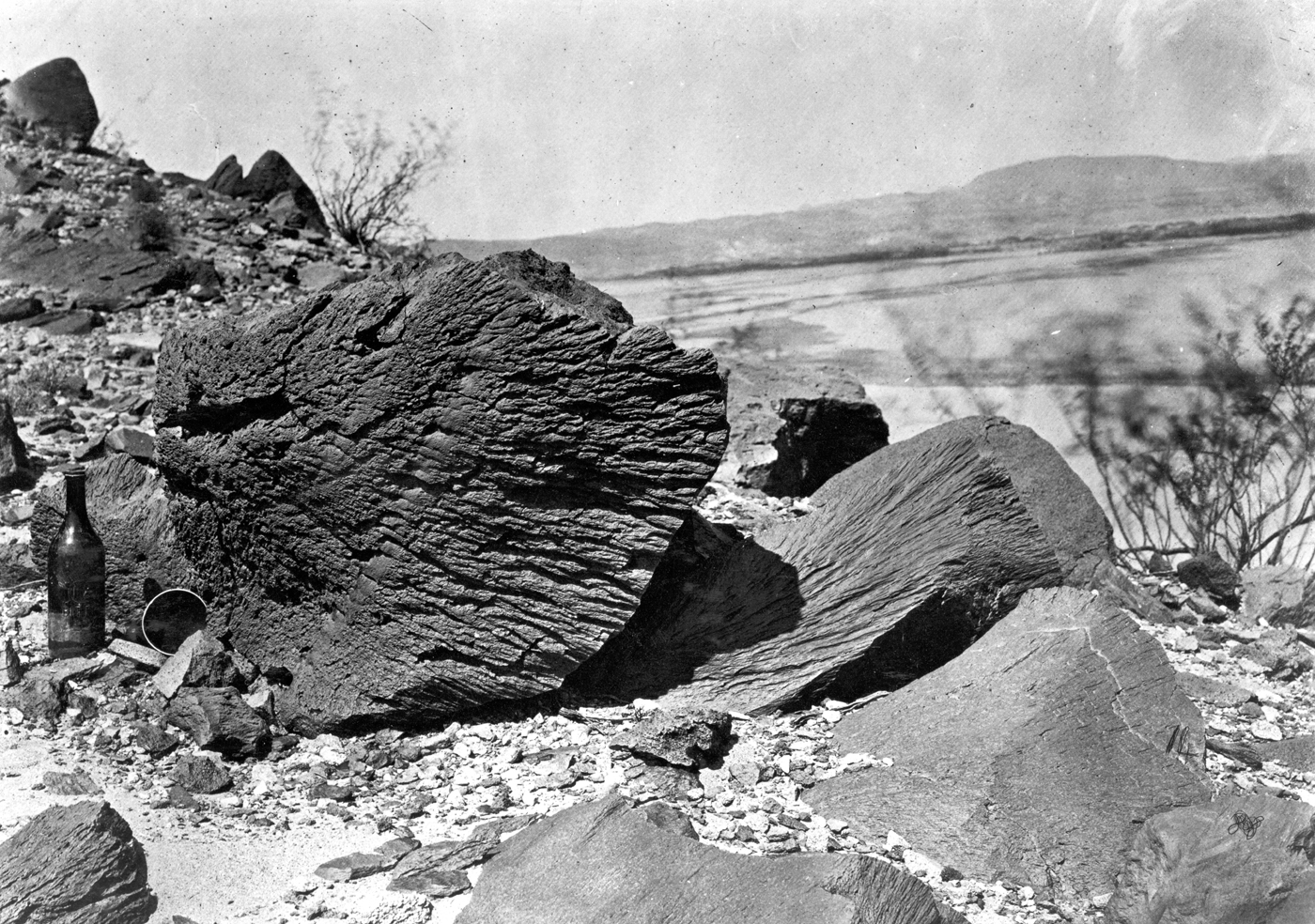
صخر منحوت بفعل الرياح المحملة بالرمال، أريزونا.
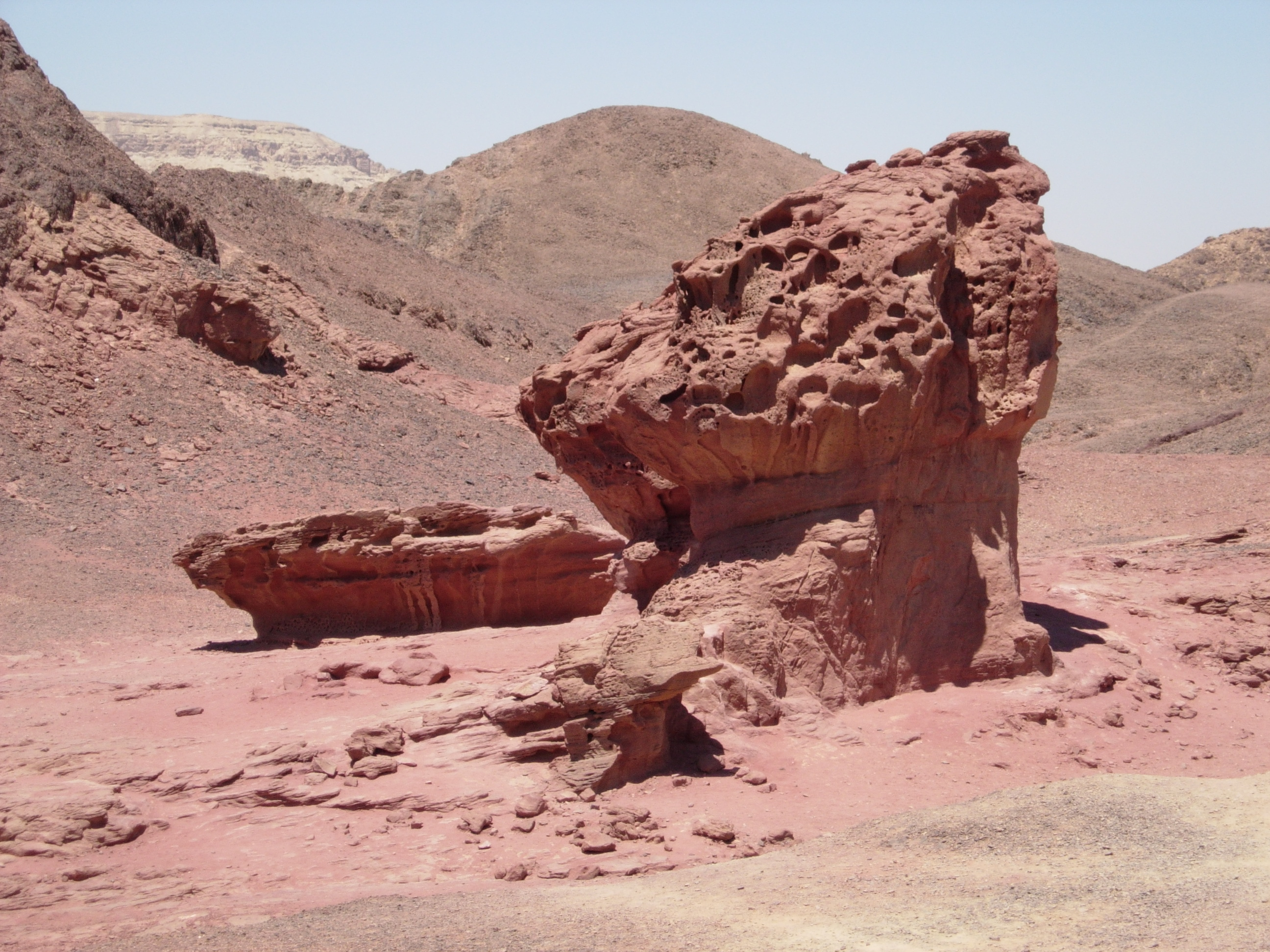
تكوينات صخرية مكحوتة برمال الريح ومشكلة بحسب صلابة الطبقات ، صحراء النقب .
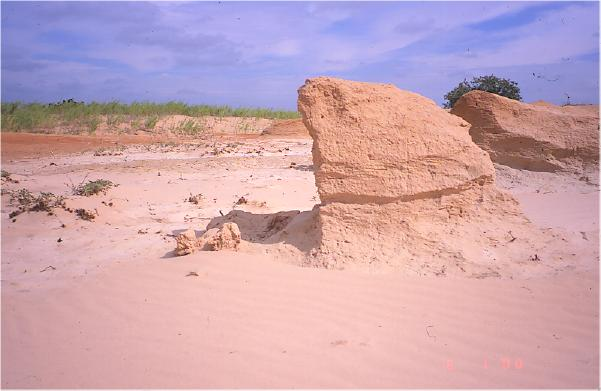
تكوينات صخرية تسمى ياردانج Yardang .
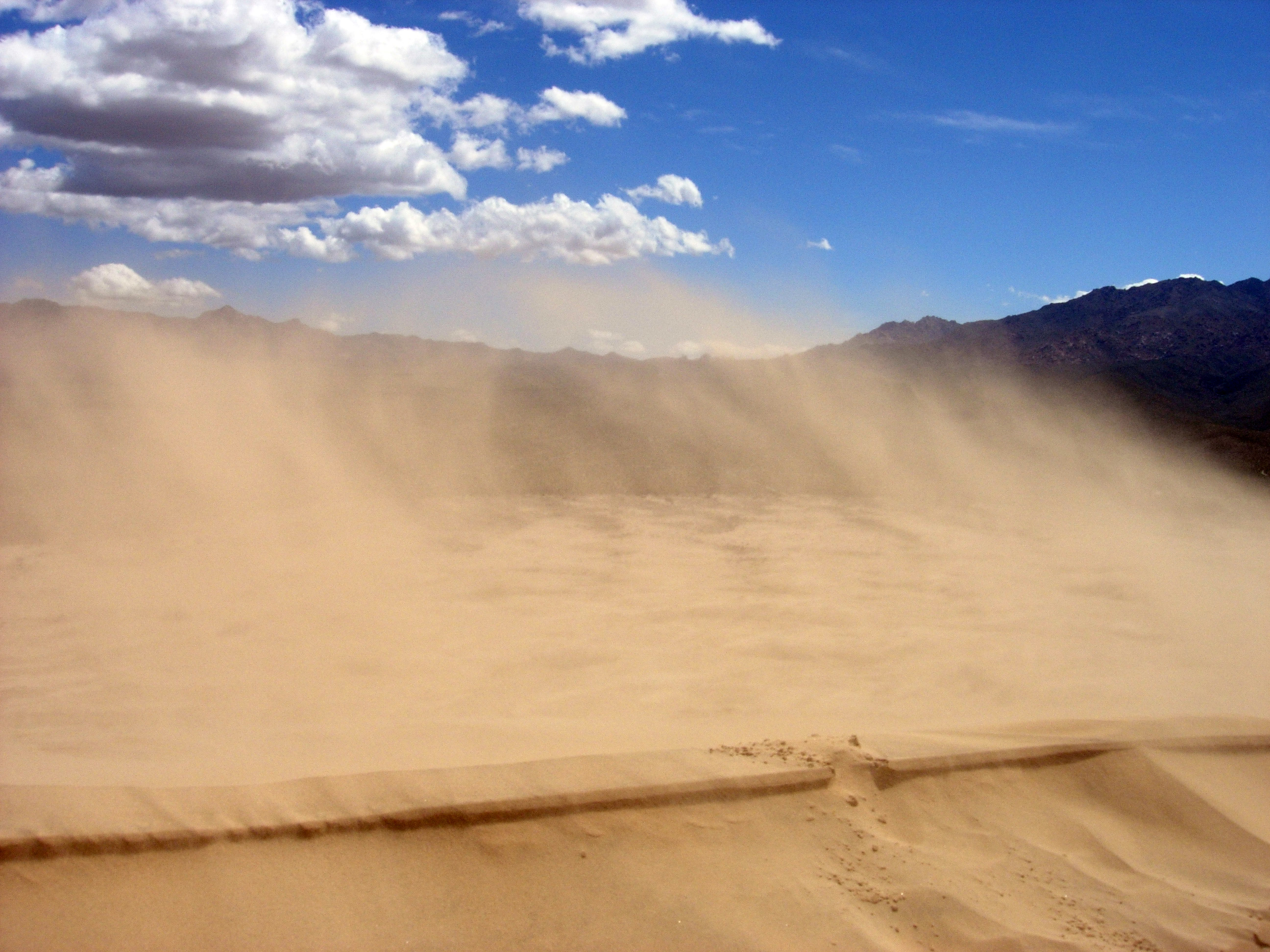
تطاير رمال الكثبان الرملية مع الريح ،كاليفورنيا.

## اقرأ أيضا
- دراسة الطبقات الصخرية
- تفجر أرضي
- بركان